# Курортный остров
Курортный остров (словац. Kúpeľný ostrov) — остров на реке Ваг в восточной части города Пьештяни, Словакия.
Благодаря источникам с целебной геотермальной водой здесь возник всемирно известный курорт.
При проведении процедур используется лечебный эффект грязи.
Помимо курортных зданий, лечебный корпусов и отелей на острове есть Бассейн «Эва» и поле для гольфа.
С расположенным к западу центром города остров соединён Колоннадным мостом, другие три моста соединяют остров с восточной стороны с деревней Банка. Доступ на остров имеется и с северной части, где на сравнительно коротком участке пролегает засыпанный рукав реки Ваг, благодаря чему Курортный остров можно также считать полуостровом.